# Földessy Gyula
Földessy Gyula, született Feldmann Gyula Károly (Nyíregyháza, 1874. október 19. – Budapest, 1964. december 18.) Kossuth-díjas irodalomtörténész, kritikus, címzetes egyetemi tanár, a Magyar Tudományos Akadémia levelező tagja.

## Életútja
Földessy Károly (1850–1917) postatiszt és Keresztes Anna (1851–1937) fia. 1902-ben magyar–német szakos tanárként végzett a Budapesti Tudományegyetemen.
1900-tól 1919-ig a budapesti V. kerületi főreáliskolában, 1919 májusától augusztusig a II. kerületi Mátyás király Gimnáziumban tanított. Ezután nyugdíjazták. 1929 után az MTA Szótári Bizottságában dolgozott. 1945-ben címzetes nyilvános rendes egyetemi tanári, 1946-ban címzetes gimnáziumi igazgatói kinevezést kapott.
Felesége Hermann Ludmilla (Lula) zongoraművész, zenepedagógus volt, akit 1909. július 1-jén Budapesten, a Terézvárosban vett nőül.

## Munkássága
Az 1910-es években Ady Endre szűkebb köréhez tartozott. 1911-ben lett kötetei gondozója, a költő „poéta-adminisztrátora”. 1919-ben publikálta első írását Adyról. Kiadta a költő fiatalkori verseit, hátrahagyott munkáinak Az utolsó hajók című gyűjteményét, válogatott cikkeit, tanulmányait és összes költeményeit. 1924–1925-ben az Ady-Múzeum szerkesztője volt Dóczy Jenővel. Fő műve az Ady minden titkai című kommentárgyűjtemény, amely a költő verseinek keletkezéstörténetét, motívumainak hátterét és összefüggéseit elemzi.
Goethe Faustjának fordítójaként is ismert.

## Díjai, elismerései
1960 áprilisában a Magyar Tudományos Akadémia levelező tagjává választották.
- Kossuth-díj ezüst fokozata (1951) – „Ady Endre műveinek összegyűjtésében és kiadásában szerzett érdemeiért”
- Munka Érdemrend (1954)
- A Munka Vörös Zászló Érdemrendje (1959)
- Munka Érdemrend arany fokozata (1964)

## Főbb művei

### Monográfiák, tanulmánygyűjtemények
- Petőfi elbeszélő költészete (Budapest, 1902)
- Petőfi (Budapest, 1911)
- Arany János, az ember és a költő (Budapest, 1917)
- Ady Endre (Budapest, 1919)
- Ady-tanulmányok (Budapest, 1921)
- Újabb Ady-tanulmányok (Berlin, 1927)
- Ady-problémák (Budapest, 1929)
- Tanulmányok és élmények az irodalomtörténet, esztétika és filozófia köréből (Budapest, 1934)
- Egy nagy szepesi költő. Lám Frigyes (Budapest, 1936)
- Az ismeretlen Ady (Budapest, 1941)
- Ady, az ember és a költő (Budapest, 1943)
- Ady minden titkai. Ady-kommentárok (Budapest, 1949, 1962)

### Szerkesztett és sajtó alá rendezett kötetek
- Ady Endre: Az utolsó hajók (Budapest, 1923)
- A fekete lobogó. Ady harca a klerikális reakció ellen (Király Istvánnal; Budapest, 1950, 1952)
- Ady Endre válogatott cikkei és tanulmányai (Budapest, 1954)
- Ady Endre összes versei I–II. (Budapest, 1955, 1958)